# Plaza de la Montañeta
La plaza de la Montañeta  es una céntrica plaza de la ciudad de Alicante (España). Fue construida durante los primeros años de la dictadura de Francisco Franco y hasta el año 1979 recibió el nombre de plaza del Caudillo. Tradicionalmente, en ella se instala el belén del ayuntamiento en fechas navideñas.

## Descripción
Se trata de una plaza rectangular, con una fuente central también de forma rectangular que se localiza en el mismo centro de la plaza. Su diseño, y el de los edificios que la rodean, es el típico de la primera etapa franquista, pero aunque fueron construidos en la misma época, muestran una marcada heterogeneidad, con estilos diferenciados. Pese a ello, el empleo del clasicismo dota de cierta unión al conjunto, en una utilización de la arquitectura como reflejo del poder.
En la plaza se encuentran las principales sedes administrativas del Gobierno de España, como la Subdelegación del Gobierno, la sede provincial de la Agencia Tributaria o la delegación provincial del Ministerio de Justicia. En ella se situaba el desaparecido convento de San Francisco, cuya iglesia en la actualidad es la parroquia de Nuestra Señora de Gracia, que incluía además la sede del obispado de la diócesis de Orihuela-Alicante.

## Historia

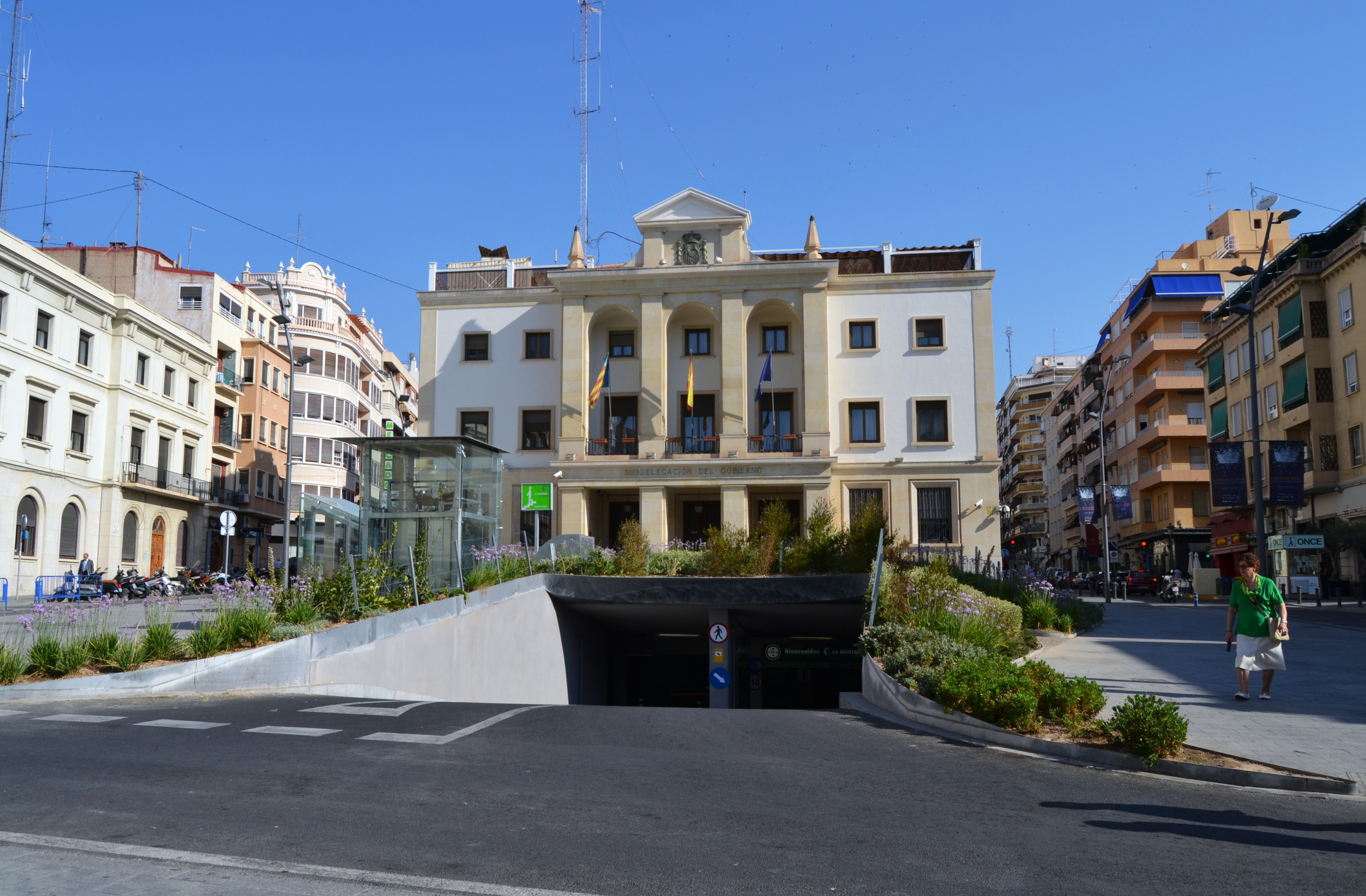
Subdelegación del Gobierno y entrada al garaje subterráneo

La plaza debe su nombre al cerro de San Francisco, llamado popularmente La Montañeta, una elevación natural de unos veinte metros de altura situada en el centro de la ciudad. Encima del cerro se construyó en el siglo XIX un molino de viento destinado a garantizar el suministro en caso de sitio durante las guerras napoleónicas. Junto al molino existía una cantera y, en torno a ella, se formó un pequeño núcleo de viviendas humildes, con calles como la del Molino (hoy calle del Teatro) y la del Diluvio.
También se encontraba en la zona el torreón de San Cayetano, último vestigio de la antigua muralla de Alicante, cuyo trazado incluía otras puertas y baluartes como el de San Nicolás, San Carlos o la Puerta del Mar. La muralla seguía un trazado desde el castillo de Santa Bárbara descendiendo por la actual avenida de Alfonso el Sabio hasta la plaza de Calvo Sotelo, donde estaba la Puerta de Elche. El derribo de estas murallas comenzó en la segunda mitad del siglo XIX, tras la autorización de la reina Isabel II durante su visita a Alicante en 1858 para inaugurar la línea férrea Madrid-Alicante.
El cerro fue finalmente desmontado en 1947 por decisión del régimen franquista, como parte de un proyecto de renovación urbanística que incluyó también la creación de la estación de autobuses, la reurbanización del puerto y la construcción de edificios administrativos. Durante este proceso se demolieron tanto el torreón como las viviendas existentes. El diseño definitivo de la plaza fue encargado al arquitecto municipal Félix de Azúa Gruart, quien concibió una plaza cuadrangular cerrada sin pórticos.
En mayo de 1949, el edificio del Gobierno Civil fue inaugurado por el propio Francisco Franco, y la plaza pasó a denominarse plaza del Caudillo. Entre 1970 y 1972, el espacio fue excavado para crear un aparcamiento subterráneo, lo que dividió la plaza en dos plataformas. En 1978 recuperó su nombre tradicional.